# 拉杰库马尔博士

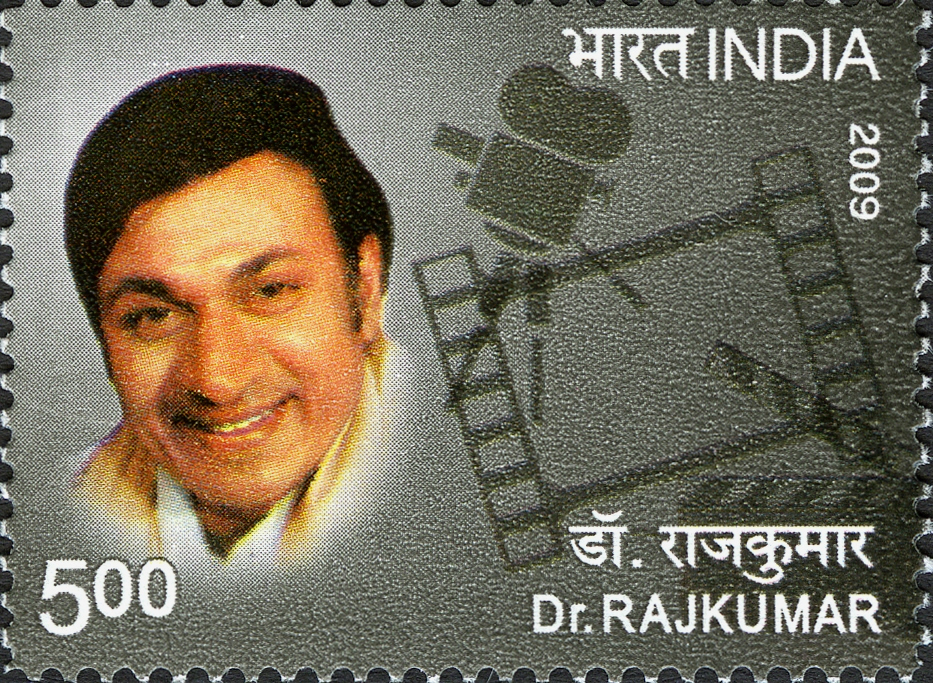
拉杰库马尔博士

拉杰库马尔博士（1929年4月24日 - 2006年4月12日） 是一位印度演员和歌手。1983年獲頒莲花装勋章。他也是唯一一位获得肯塔基州上校這一榮譽的印度演员 。 他還獲得過1项印度國家電影獎。 他後來被授予荣誉博士学位。 2000年，他在被绑架，108 天后获释。  2006年4月12日，他因心脏骤停逝世，享年76岁。 